# Communauté de communes du Valromey
La communauté de communes du Valromey est une ancienne communauté de communes située dans le département de l'Ain. Elle a été dissoute le 1er janvier 2017 à la suite du rattachement de toutes ses communes à la Communauté de communes Bugey Sud.

## Composition
Elle était composée des communes suivantes :
| Nom                           | Code Insee | Gentilé      | Superficie (km2) | Population (dernière pop. légale) | Densité (hab./km2) |
| ----------------------------- | ---------- | ------------ | ---------------- | --------------------------------- | ------------------ |
| Champagne-en-Valromey (siège) | 01079      | Champagnards | 18,16            | 821 (2014)                        | 45                 |
| Belmont-Luthézieu             | 01036      | Belmontais   | 19,77            | 549 (2014)                        | 28                 |
| Brénaz                        | 01059      | Brénaziens   | 9,79             | 96 (2014)                         | 9,8                |
| Chavornay                     | 01097      |              | 7,77             | 219 (2014)                        | 28                 |
| Haut Valromey                 | 01187      |              | 121,88           | 701 (2014)                        | 5,8                |
| Lochieu                       | 01218      | Chicaneurs   | 7,07             | 96 (2014)                         | 14                 |
| Lompnieu                      | 01221      | Lompniolans  | 11,35            | 115 (2014)                        | 10                 |
| Ruffieu                       | 01330      | Ruffiolans   | 14,03            | 187 (2014)                        | 13                 |
| Sutrieu                       | 01414      |              | 19,05            | 214 (2014)                        | 11                 |
| Talissieu                     | 01415      | Tarcholands  | 4,80             | 439 (2014)                        | 91                 |
| Vieu                          | 01442      | Vicusiens    | 6,54             | 376 (2014)                        | 57                 |
| Virieu-le-Petit               | 01453      | Viriolans    | 16,36            | 304 (2014)                        | 19                 |

## Administration

### Siège
Le siège de la communauté de communes était situé à Champagne-en-Valromey.

### Les élus
La communauté de communes est gérée par un conseil communautaire composé de 26 membres représentant chacune des communes membres.
Ils sont répartis comme suit :
| Nombre de délégués | Communes                                                                                                  |
| ------------------ | --- |
| 5                  | Champagne-en-Valromey                                                                                     |
| 3                  | Belmont-Luthézieu, Talissieu                                                                              |
| 2                  | Hotonnes, Vieu, Virieu-le-Petit                                                                           |
| 1                  | Brénaz, Chavornay, Le Grand Abergement, Lochieu, Lompnieu, Le Petit-Abergement, Ruffieu, Songieu, Sutrieu |

### Présidence
Son président, Alain Bertolino, est Maire de Virieu-le-Petit, et les 5 vice-présidents sont : 
1. Marc CHARVET, 1er Vice-président chargé des affaires sociales (Maire de Lompnieu)
2. Claude JUILLET , Vice-président  chargé de la communication, de la gestion des biens immobiliers et des associations (Maire de Champagne-en-Valromey)
3. Gérard PERRON, Vice-président  chargé des finances et du développement économique (Maire de Sutrieu)
4. Pauline GODET, Vice-présidente chargée des affaires scolaires et périscolaires (Maire de Belmont-Luthézieu)
5. Robert SERPOL, Vice-président chargé du tourisme et de l'aménagement de l'espace (Maire de Chavornay)

Ils forment ensemble l'exécutif de l'intercommunalité pour le mandat 2014-2020.
| Période        | Période  | Identité               | Étiquette | Qualité       |
| -------------- | -------- | ---------------------- | --------- | ------------- |
|                | 2008     | Gérard Juillet         |           |               |
| 2008           | 2010     | Jean-Baptiste Zambelli |           |               |
| 4 février 2010 | 2014     | André Bolon            |           | Maire de Vieu |
| 2014           | En cours | Alain Bertolino        |           |               |

## Compétences
- Politique du cadre de vie
- Création, aménagement, entretien et gestion de zone d'activités industrielle, commerciale, tertiaire, artisanale ou touristique
- Action de développement économique (Soutien des activités industrielles, commerciales ou de l'emploi, soutien des activités agricoles et forestières...)
- Tourisme
- Construction ou aménagement, entretien, gestion d'équipements ou d'établissements culturels, socioculturels, socioéducatifs, sportifs
- Activités périscolaires
- Aménagement rural
- Opération programmée d'amélioration de l'habitat (OPAH)
- Acquisition en commun de matériel
- Autres

## Historique
- 26 décembre 1991 : Gestion du centre de secours et de lutte contre l'incendie
- 23 décembre 1996 : Mise en œuvre des études portant sur le territoire du district et nouvelle rédaction dans les compétences (voir statuts)
- 5 octobre 1998 : Gestion du tourisme et modification des compétences (voir statuts)
- 12 février 1999 : Le conseil du district élit parmi ses membres titulaires un bureau composé d'un président et de cinq vice-présidents
- 31 décembre 2001 : Modification des représentants au conseil de district
- 31 décembre 2001 : Modification des compétences. Voir statuts
- 31 décembre 2001 : Est prononcée la transformation du district en communauté de communes
- 15 mars 2002 : La communauté de communes est administrée par un conseil de communauté de 2 délégués titulaires pour les communes de moins de 500 habitants, 4 délégués titulaires de 501 à 1000 habitants et 5 délégués titulaires pour plus de 1000 habitants
- 19 novembre 2004 : Extension des compétences (bâtiments scolaires)
- 23 juin 2005 : Extension des compétences et modification du poste comptable
- 29 octobre 2006 : Modification des compétences
- 24 novembre 2009 : Adhésion des communes de Talissieu et du Grand-Abergement[4]
- 1er juillet 2010 : Adhésion des communes de Lompnieu et Songieu
- 15 mai 2013 : Modification des compétences Arrêté portant modification des compétences de la communauté de communes du Valromey
- 1er janvier 2014 : Départ de la commune d'Artemare qui adhère à la nouvelle communauté de communes Bugey Sud
- 1er janvier 2017 : Dissolution de la structure, toutes les communes rejoignent la communauté de communes Bugey Sud[5]

## Pour approfondir